# Marc Girardelli
Marc Girardelli, avstrijski oz. luksemburški alpski smučar, * 18. julij 1963, Lustenau, Avstrija.
Girardelli je eden najuspešnejših alpskih smučarjev v zgodovini športa. Na Zimskih olimpijskih igrah 1992 v Albertvillu je osvojil naslova olimpijskega podprvaka v superveleslalomu in veleslalomu. Na svetovnih prvenstvih je drugi najuspešnejši smučar po številu medalj s po štirimi zlatimi in srebrnimi ter tremi bronastimi medaljami. V svetovni pokal v alpskem smučanju je dosegel 46 zmag in 101 uvrstitev na stopničke ter pet velikih kristalnih globusov za zmago v skupnem seštevku svetovnega pokala in devet malih kristalnih globusov za zmago v skupnem seštevku posameznih disciplin. 